# Gornji Šepak
Gornji Šepak (en serbe cyrillique : Горњи Шепак) est un village de Bosnie-Herzégovine. Il est situé dans la municipalité de Zvornik et dans la république serbe de Bosnie. Selon les premiers résultats du recensement bosnien de 2013, il compte 1 404 habitants.

## Démographie

### Évolution historique de la population dans la localité
| 1948 | 1953  | 1961  | 1971  | 1981  | 1991   | 2013  |
| ---- | ----- | ----- | ----- | ----- | ------ | ----- |
| 951  | 1 110 | 1 259 | 1 485 | 1 735 | 1 964, | 1 404 |

|  |